# Thạnh Phong
Thạnh Phong là một xã thuộc tỉnh Vĩnh Long, Việt Nam.

## Địa lý
Xã Thạnh Phong có vị trí địa lý:
- Phía đông giáp biển Đông.
- Phía tây giáp xã An Qui.
- Phía nam giáp sông Cổ Chiên.
- Phía bắc giáp xã Thạnh Hải.

Xã Thạnh Phong có diện tích 77,97 km², dân số năm 2025 là 20.255 người, mật độ dân số đạt 259 người/km².

## Lịch sử
Ngày 16 tháng 6 năm 2025, Ủy ban Thường vụ Quốc hội ban hành Nghị quyết số 1687/NQ-UBTVQH15 về việc sắp xếp các đơn vị hành chính cấp xã của tỉnh Vĩnh Long năm 2025. Theo đó, sắp xếp toàn bộ diện tích tự nhiên, quy mô dân số của xã Thạnh Phong và Giao Thạnh thành xã mới có tên gọi là xã Thạnh Phong.
Sau khi sáp nhập, xã Thạnh Phong có 77,97 km² diện tích tự nhiên và dân số 20.255 người.